# Протесты во Франции против правительства Мишеля Барнье
Протесты во Франции начались 7 сентября 2024 года после того, как президент Франции Эммануэль Макрон назначил 73-летнего Мишеля Барнье премьер-министром Франции.

## Причина
После выборов в законодательный орган Франции в 2024 году, на которых леворадикальный альянс «Новый народный фронт» (NFP) получил относительное большинство мест, Жан-Люк Меланшон, основатель левой политической партии «Непокорённая Франция», призвал всех своих сторонников провести демонстрации по всей Франции против «неуважения к демократии», в совершении которого он обвинил Макрона, не назначившего члена из «Нового народного фронта» на должность премьер-министра, что, по его словам, было игнорированием результатов выборов. 
«Демократия — это не только искусство признавать, что ты победил, но и умение смиренно признать, что ты проиграл», — сказал Меланшон.
До этого Макрон категорически отверг предложения левых утвердить премьером единого кандидата NFP Люси Кастетс, считая, что она не получит вотума доверия в парламенте.

## Протесты
Тысячи демонстрантов, придерживающихся левых взглядов, выступающих против назначения правоцентриста Мишеля Барнье вышли на улицы во Франции — в Париже, Нанте, Ницце, Марселе и Страсбурге.
Согласно данным полиции, на митинги в Париже вышли 26 тыс.человек.